# Mokša
Mokša (rusky Мокша, mokšansky Мокша) je řeka v Penzenské oblasti a v Mordvinské republice a částečně také tekoucí po hranici s Rjazaňskou, Nižněnovgorodskou oblastí v Rusku. Je dlouhá 656 km. Plocha povodí měří 51 000 km².

## Průběh toku
Pramení na severozápadních svazích Povolžské vysočiny a protéká kopcovitou krajinou. Na dolním toku teče přes Ockodonskou rovinu. Ústí zprava do Oky (povodí Volhy).

### Přítoky
Hlavním přítokem je Cna zleva.

## Vodní režim
Zdrojem vody jsou především sněhové srážky. Průměrný průtok vody ve vzdálenosti 72 km od ústí činí 95 m³/s, maximální 2360 m³/s a minimální 8,5 m³/s. Zamrzá v listopadu až na začátku prosince a rozmrzá v dubnu. V dubnu pak dosahuje nejvyšších stavů, přičemž na dolním toku někdy až v květnu.

## Využití
Je splavná pro vodáky. Vodní doprava je možná od vesnice Kadoma. Na řece byly vybudovány malé vodní elektrárny a leží na ní města Těmnikov, Krasnomobodsk.